# Pjotr Oetkin
Pjotr Savvitsj Oetkin (Russisch: Пётр Саввич Уткин) (Tambov, 9 oktober 1877 - Leningrad, 17 oktober 1934) was een Russisch kunstschilder.

## Biografie
Oetkin groeide op in Saratov en volgde daar vanaf 1895 een kunstopleiding. Tussen 1897 en 1907 studeerde hij aan de School voor Schilderkunst, Beeldhouwkunst en Architectuur van Moskou. Daar was hij leerling van Isaak Levitan, Konstantin Korovin en Valentin Serov. Hij reisde verschillende keren op de Wolga en stond samen met andere kunstenaars in voor het ontwerp en decoratie van een villa in Koetsjoek-Koj op de Krim (1909-1916).
Oetkin was een van de stichters van de symbolistische beweging De Blauwe Roos en was vanaf 1910 ook lid van Kunstwereld (Mir Iskoesstva). Hij nam deel aan de tentoonstellingen De Rode Roos (Saratov, 1904), Russische Kunst (Parijs en Berlijn, 1906), De Blauwe Roos (Moskou, 1907), Het Gulden Vlies (Moskou, 1908, 1909, 1910). Hij stelde ook tentoon op de Wereldtentoonstelling van 1911 in Turijn en de internationale tentoonstelling van 1913 in Wenen. Tussen 1918 en 1931 was hij kunstleraar in Saratov en tussen 1931 en 1934 in Leningrad.

## Galerij

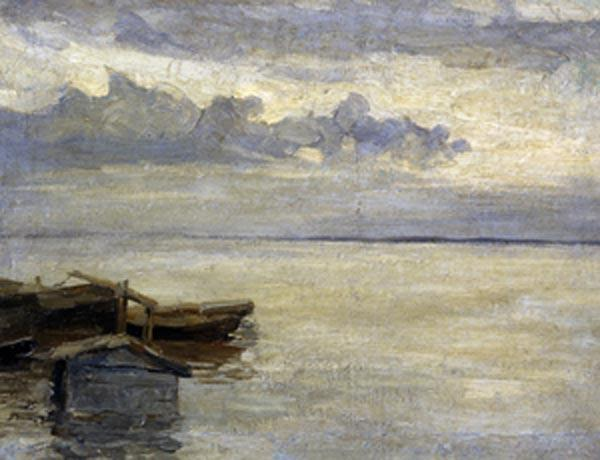
Op de Wolga
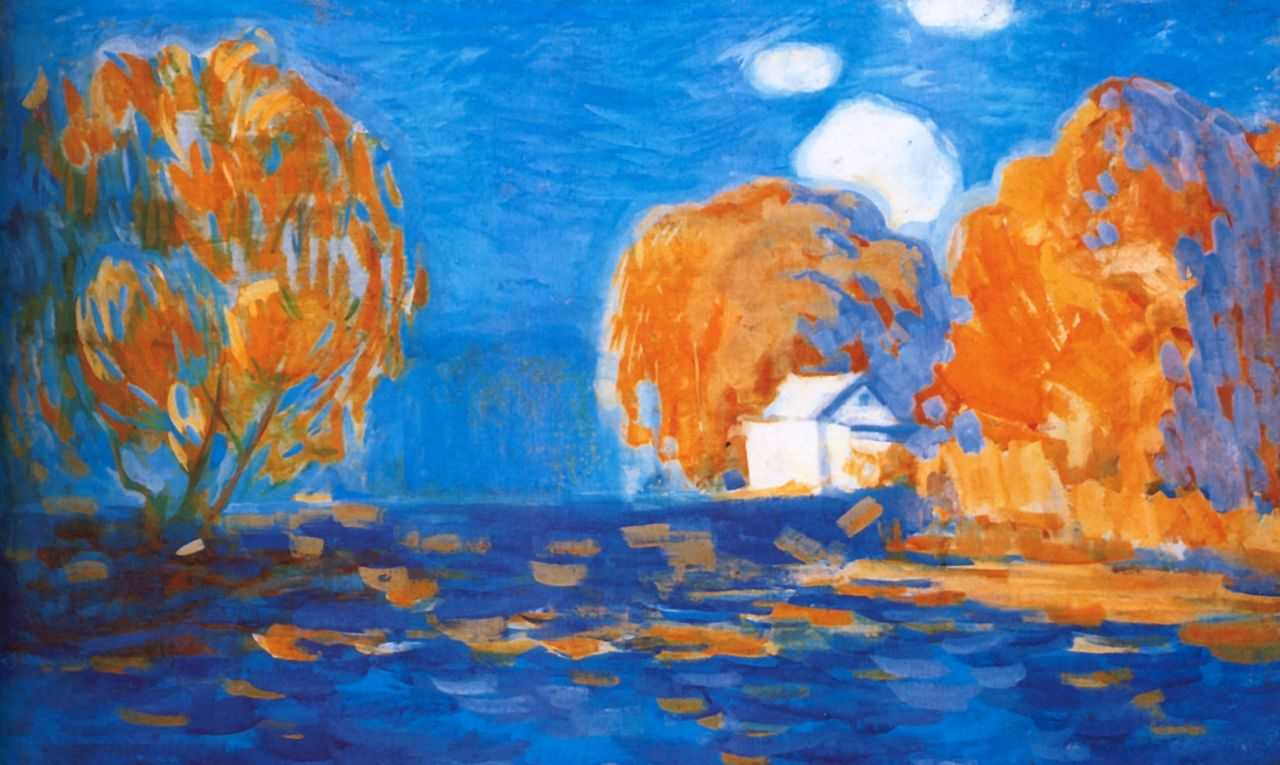
Herfst, 1908
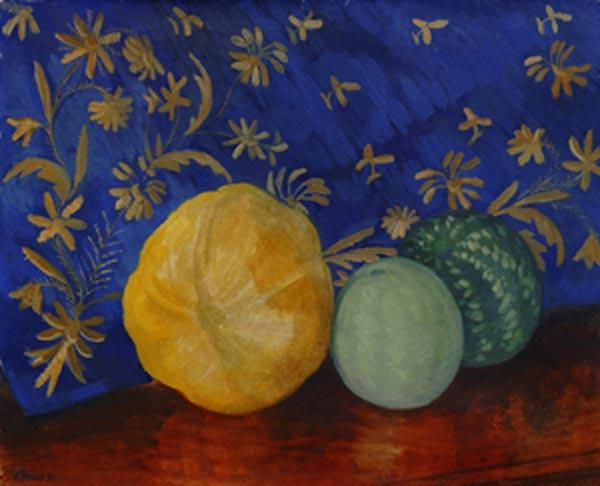
Stilleven, 1911
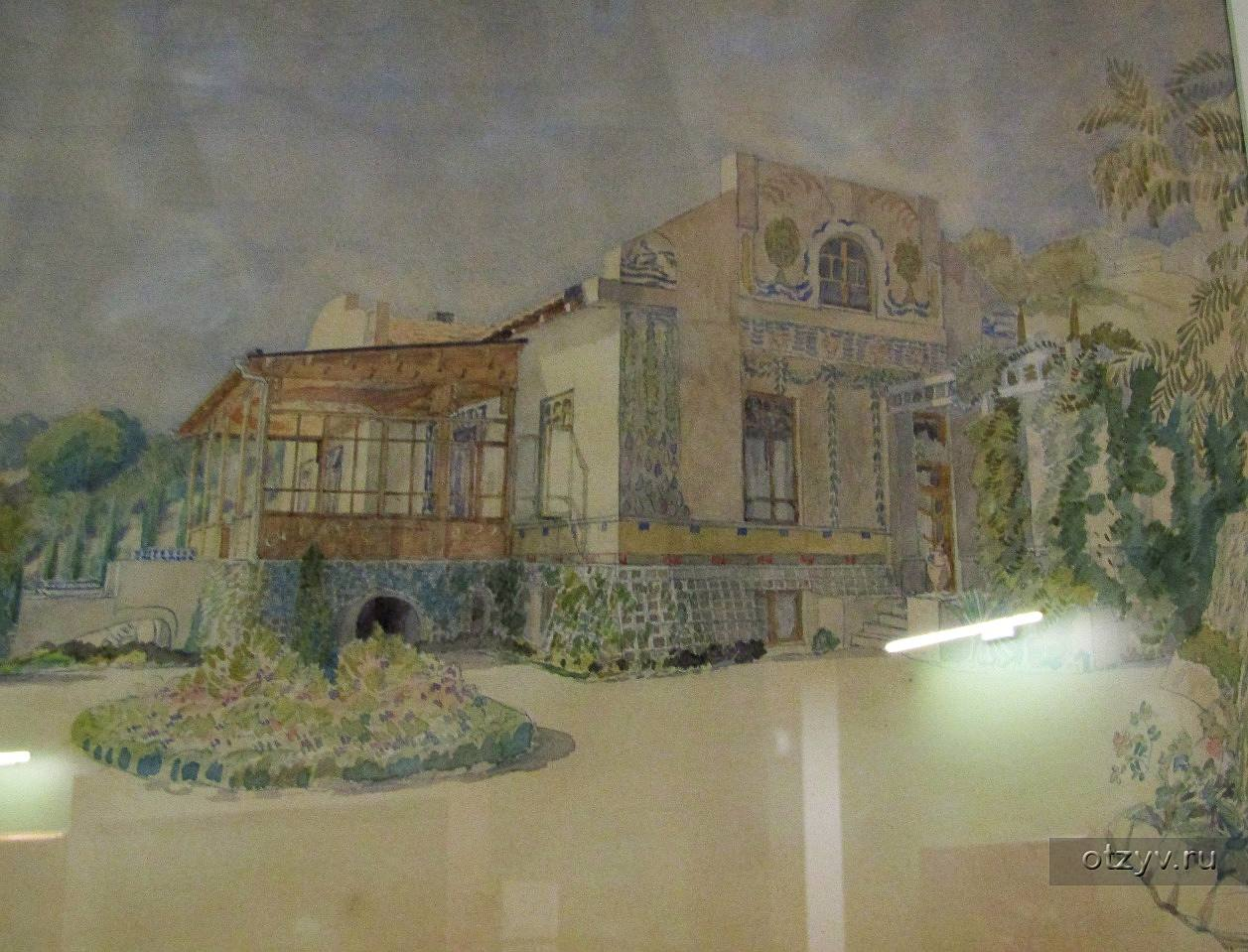
Villa van I. Joekovski in Koetsjoek-Koj, 1912
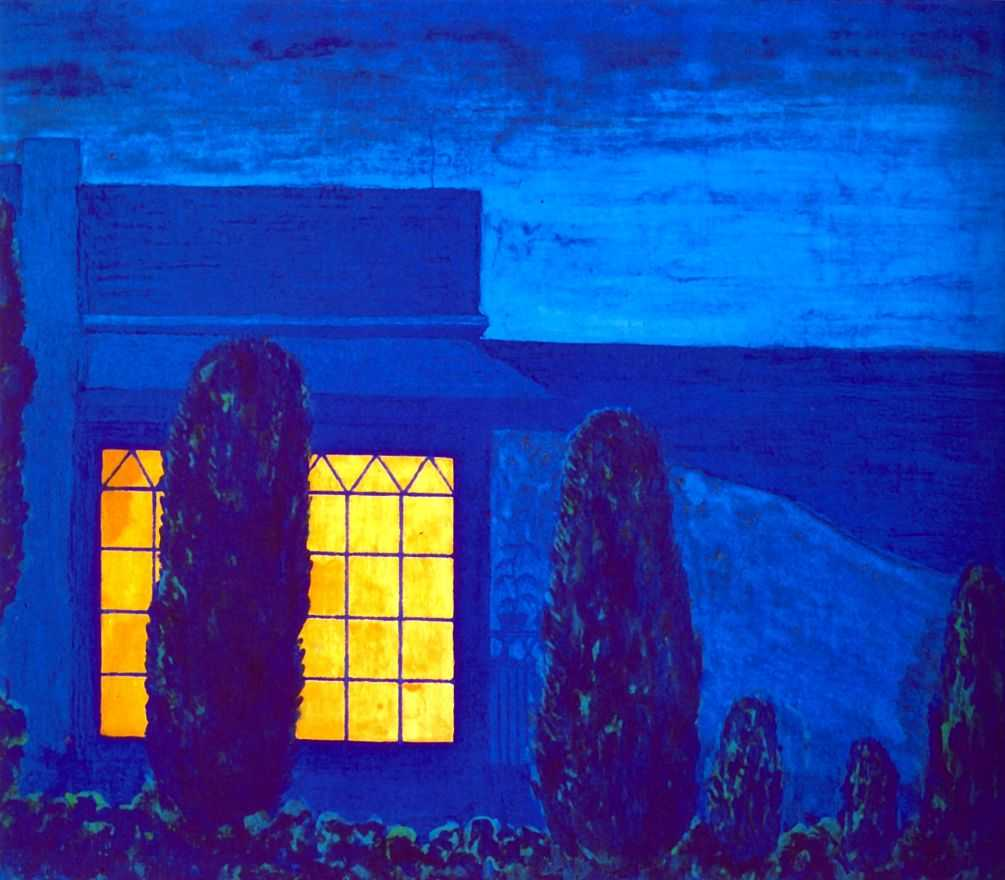
Villa van I. Joekovski in Koetsjoek-Koj, 1915
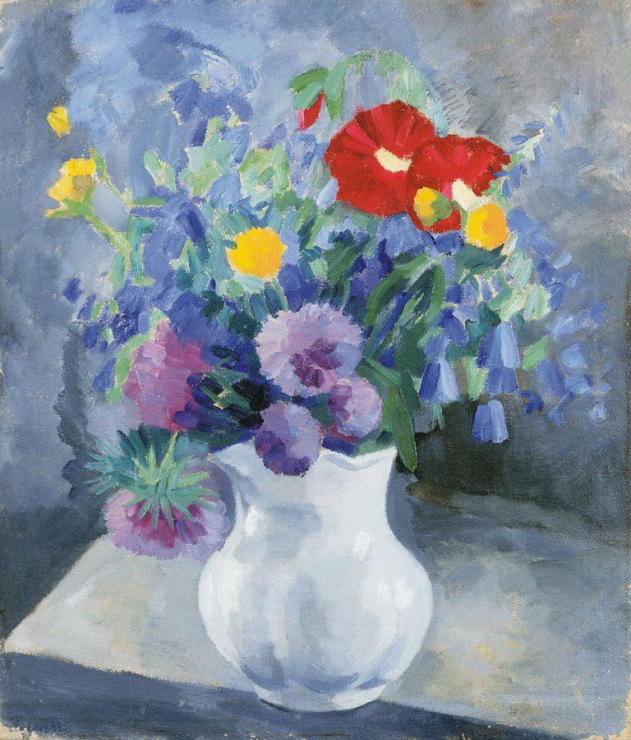
Vaas met bloemen

- International Standard Name Identifier: 0000 0000 6802 6080
- Library of Congress Control Number: n2014042301
- RKD-Nederlands Instituut voor Kunstgeschiedenis: 78852
- Système universitaire de documentation: 188200339
- Union List of Artist Names: 500030049
- Virtual International Authority File: 95867055
- WorldCat: E39PBJfMfvjWf3RHmFGCgRt3Qq